# Иовлева, Мария Вячеславовна
Мария Вячеславовна Иовлева (род. 18 февраля 1990, Вуктыл) — российская лыжница, двукратная паралимпийская чемпионка и серебряный призёр зимних Паралимпийских играх 2010 года в Ванкувере. Заслуженный мастер спорта России.

## Биография
Маша Иовлева родилась в 1990 году. Ребёнок появился на свет с поражением опорно-двигательного аппарата. Мать отказалась от девочки в роддоме. Машу отправили на воспитание в Дом малютки. Она не слышала и не могла научиться говорить. Когда девочка повзрослела, её перевели в Кочпонский интернат для умственно отсталых детей.
В 10 лет Иовлева познакомилась с тренером Александром Поршневым, который работал с инвалидами по слуху. Маша начала заниматься лыжами три раза в неделю, кататься на специальном сиденье - бобе. Постепенно спортсменка доросла до республиканских соревнований.
Чуть позже Иовлева увидела, как тренируются биатлонисты, и тоже захотела попробовать себя в стрельбе. Оказалось, что у Маши настоящий талант выбивать все мишени. В 2006 году она попала в паралимпийскую сборную России, но на игры в Турине девочку не взяли. В 2010 году кандидатуру талантливой Иовлевой все-таки утвердили на участие в Зимних Паралимпийских Играх в Ванкувере. Мария соревновалась в трех дисциплинах: эстафета 3х2,5 км, биатлон 10 км, биатлонный пасьют 2,4 км. Она завоевала два золота и одно серебро. За большой вклад в развитие физической культуры и спорта, высокие спортивные достижения Дмитрий Медведев наградил спортсменку «Орденом Почета» в марте 2010 года.

## Результаты

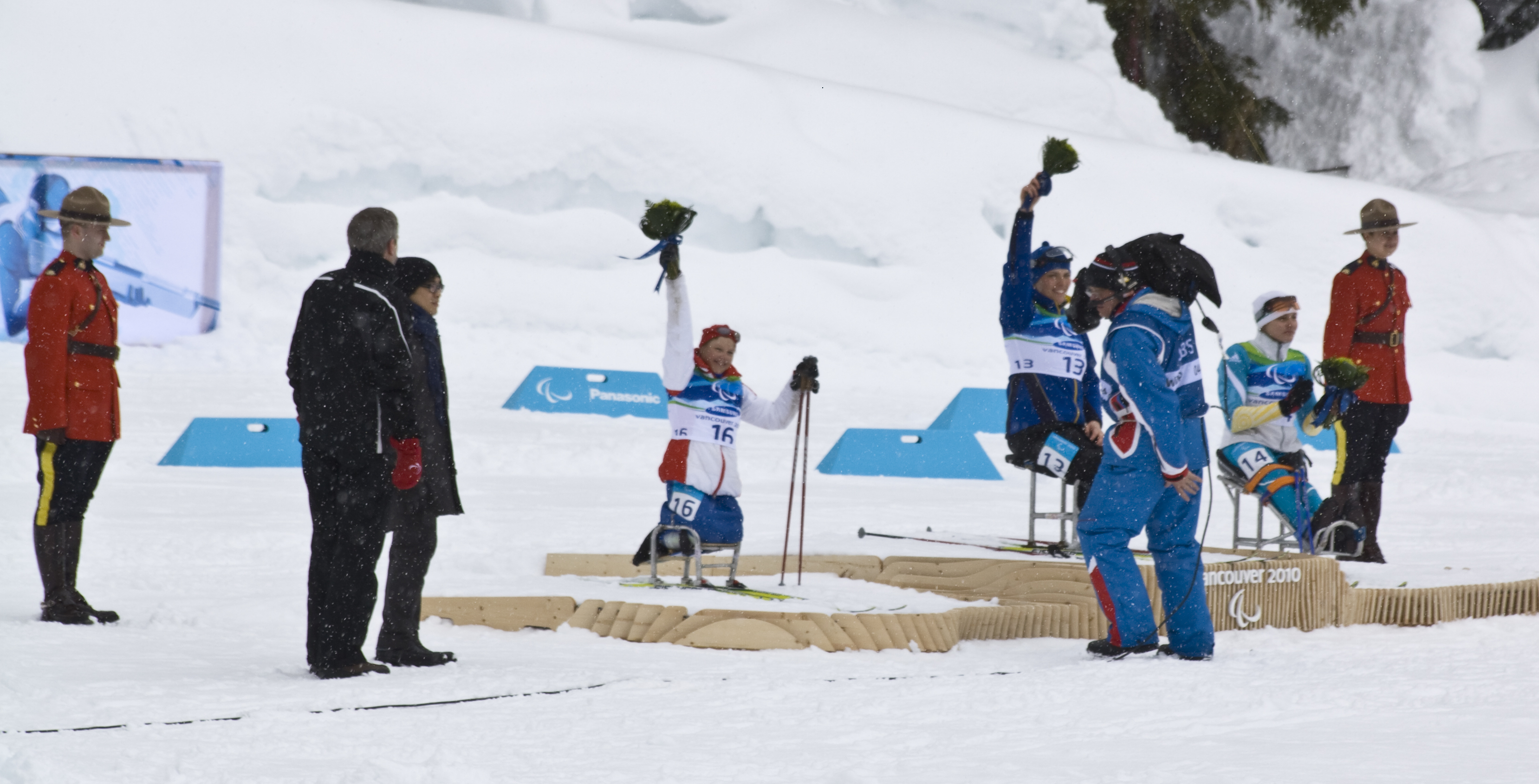
Церемония награждения на Зимних Паралимпийских играх 2010. биатлон. Олена Юрковская (Украина, золото), Мария Иовлева (Россия, серебро), Людмила павленко (Украина, бронза).

- Золото в эстафете 3х2,5 км на Зимних Паралимпийских играх в Ванкувере (2010) с результатом 20.23,2 (Мария Иовлева, Михалина Лысова, Любовь Васильева).

## Награды
- Орден Почёта (26 марта 2010) — за большой вклад в развитие физической культуры и спорта, высокие спортивные достижения на X Паралимпийских зимних играх 2010 года в городе Ванкувере (Канада).[1]